# Polymer

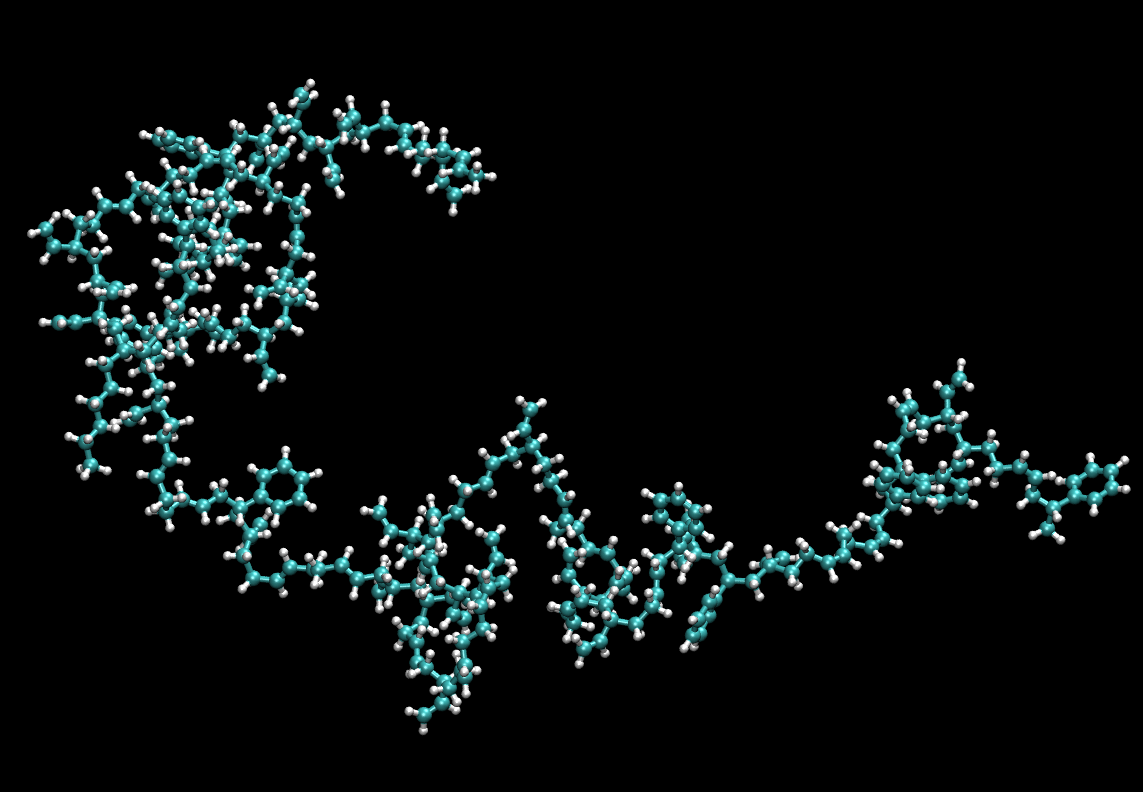
polymerní molekula styren-butadienu

Polymer je makromolekula sestavená z molekul jednoho nebo více druhů atomů nebo skupin spojených navzájem v tak velkém počtu, že řada fyzikálních a chemických vlastností této látky se nezmění přidáním nebo odebráním jedné nebo několika konstitučních jednotek. To, co odlišuje polymery od jiných materiálů, je řetězcová struktura jejich molekul, tj. dlouhá lineární řada vzájemně spojených atomů nebo skupin atomů představuje převažující strukturní motiv, který může (ale nemusí) být občas přerušen místy větvení (např. u větvených nebo roubovaných polymerů, případně u polymerních sítí). Z tohoto důvodu neřadíme k polymerům krystal diamantu nebo vrstvičku grafenu, i když jejich molekulové hmotnosti jsou rovněž vysoké. Polymery obvykle vznikají polymerizací, polyadicí nebo polykondenzací.
Dříve se za polymery označovaly výhradně makromolekulární látky složené z molekul o obecném vzorci Xn (kde X značí strukturní jednotku, která se v molekule n-krát opakuje). Dnes se běžně mluví o polymerech také u látek, jako jsou proteiny a nukleové kyseliny, neboť jejich molekuly obsahují velký počet vzájemně si podobných, na sebe napojených strukturních jednotek.
Polymery biologického původu nazýváme biopolymery nebo biomakromolekulární látky. Například molekula celulosy se skládá z velkého počtu (kolem 1 000) glukosových jednotek, proto má vysokou relativní molekulovou hmotnost (přibližně 200 000).

## Příklady
Typickým příkladem jednoduchého polymeru může být polyetylen, jehož vzorec lze zapsat
H−[−CH2−]n−H
nebo
H−[−CH2−CH2−]n−H
(druhý ze vzorců používáme tehdy, chceme-li zdůraznit vznik této sloučeniny polymerací ethenu (ethylenu)).
Jiným příkladem uhlovodíkového polymeru může být polybutadien (nejstarší umělý kaučuk)
H−[−CH2−CH=CH−CH2−]n−H,
resp. polybutadien ukončený hydroxylovou skupinou (HTPB)
HO−[−CH2−CH=CH−CH2−]n−OH,
jehož řetězce jsou místo vodíkového atomu zakončeny hydroxylovou skupinou.
Příkladem složitějšího polymeru může být polyvinylchlorid (PVC)
H−[−CH2−CHCl−]n−H.

## Struktura
Polymery, uvedené v předchozích příkladech, mají přímé, nerozvětvené řetězce. Jednoduchým příkladem polymeru s rozvětveným řetězcem může být přírodní kaučuk, jehož monomerní jednotkou je uhlovodík isopren nebo syntetický polystyren. Polymerní látky nemusí vytvářet pouze lineární řetězce. Mezi jednotlivými řetězci monomerních jednotek mohou vznikat vzájemné chemické vazby, vytvářející plošnou, nebo i prostorovou strukturu molekul polymerů.
Polymery mohou také vznikat ze směsi dvou nebo více monomerů; pak hovoříme o kopolymeraci a vzniklou látku obvykle označujeme jako kopolymer. Vzniklé molekuly se mohou vyznačovat pravidelným nebo nepravidelným střídáním monomerních jednotek. V tomto smyslu můžeme i proteiny a nukleové kyseliny považovat za kopolymery.